# Ситница (биљка)
Ситница (лат. Herniaria glabra), сипаница или килавица је зељаста лековита биљка из фамилије каранфила.

## Опис биљке
Једногодишња или вишегодишња зељаста биљка са полеглом стабљиком. Стабљике до 30 cm дугачке, разгранате, обле, чланковите. Листови мали, наспрамно распоређени. Лиске седеће или са кратким дршкама, објајасте, мање више меснате. Цветови ситни, неугледни са кратким дршкама. Сакупљени су у густе клупчасто класасте цвасти које полазе из пазуха листова. Чашица од 5 листића који су срасли својом основом. Круница од 5 кончастих, ситних листића. Прашника 5 са кратким филаментима. Плодник са два кратка стубића. Плод јајаста орашица која отпада заједно са чашицом. Цвета V-VIII.

## Станиште
Расте на осулинама поред путева и на сувим песковитим сиромашним ливадама.
Сакупља се надземни део биљке у цвету (Herniariae herba).

## Употреба
Осушен надземни део ситнице је чест састојак чајних мешавина за побољшање излучивања мокраће. Често се комбинује са листовима медвеђег грожђа или брезе. Ситница има и уроантисептичко дејство. употребљава се код упала и ублажава инфекције мокраћних путева.